# Iron Claw
Iron Claw es una banda de rock proveniente de Escocia, formada a finales de la década de los 60 y reconocidos en la actualidad por ser pioneros del género heavy metal.

## Historia
Iron Claw fue fundada en el año de 1969 en Dumfries, Escocia por el bajista Alex Wilson, el guitarrista Jim Ronnie y el baterista Ian McDougall, inspirados en el recién gestado rock pesado luego de asistir a una presentación de Led Zeppelin en el país británico, tomando el nombre de la banda a partir del primer verso de la canción 21st Century Schizoid Man de King Crimson.
Originalmente la banda se presentaba tocando covers de artistas de blues rock como Free, Ten Years After, Taste y Johnny Winter, a principios de 1970 se une a la agrupación el vocalista Mike Waller y la banda comienza a componer su propio material, especialmente influenciados por la nueva corriente musical que para ese momento Black Sabbath ya estaba creando, interpretando en vivo algunas de sus canciones como War Pigs y Fairies Wear Boots, cabe resaltar que éstos registros fueron grabados el 16 de julio de 1970, dos meses antes de que aparecieran en el álbum Paranoid, Iron Claw preparó un demo con sus canciones ya compuestas para presentárselas a los miembros de Black Sabbath luego de su concierto en Newcastle, sin ambargo recibieron como respuesta amenazas legales de parte de sus administradores al argumentar que "notaban similitudes musicales".
Para el año siguiente Alex Wilson decide despedir a Waller, reemplazándolo por Wullie Davidson e integrando a Donald McLachlan como segundo guitarrista, viéndose obligados a cambiar su estilo original y optando por un enfoque más dirigido hacia el rock progresivo. Donald McLachlan es despedido de la agrupación a finales de ese mismo año y McDougall abandonó el grupo al año siguiente, siendo reemplazado por el baterista Neil Cockayne, durante este periodo el grupo grabó varios demos y sencillos esperando llamar la atención de alguna compañía disquera interesada en acoger a los jóvenes escoceses, sin embargo al no obtener lo que buscaban, la banda se disuelve en 1974.

### El regreso
En 1993 los miembros originales de la agrupación, Alex, Jim e Ian se reúnen nuevamente para participar en un evento de caridad, seguido de esto el grupo se separa nuevamente y casi veinte años después deciden volver a revivir a la banda en el 2010, motivados gracias al reconocimiento de la agrupación en la escena musical actual por parte de la publicación de la revista Classic Rock: "Los pioneros perdidos del heavy metal" en marzo del 2007, y por la acogida bien recibida de los discos recopilatorios Dismorphophofia de 1996 y el homónimo Iron Claw de 2009, reclutando para la renacida agrupación al vocalista Gordon Brown, dando como resultado el álbum A Different Game de 2011, regresando a su estilo pesado original con canciones nuevas y presentándolo oficialmente por primera vez en la prisión Barlinnie, la más grande de Escocia. A finales de ese mismo año Gordon Brown se retira de la banda y es reemplazado por Gary Hair, actualmente Iron Claw se encuentra trabajando en un nuevo disco, en palabras del mismo Alex "el que ha estado esperando en lanzar por más de 40 años".
Recientemente la página oficial de Facebook de la banda reportó la noticia del fallecimiento de su antiguo vocalista Wullie Davidson el pasado viernes 3 de octubre por causas aún no reveladas, quien además se desempeñó en la banda tocando la armónica y la flauta desde 1971 hasta 1974 luego de su primera disolición.

## Integrantes
- Alex Wilson - bajo (1969-presente)
- Jim Ronnie - guitarra (1969-presente)
- Ian McDougall - batería (1969-1972, 2010-presente)
- Gary Hair - voz (2011-presente)

Anteriores
- Mike Waller - voz (1970-1971)
- Wullie Davidson † - voz, flauta, armónica (1971-1974)
- Donald McLachlan - guitarra (1971)
- Neil Cockayne - batería (1972-1974)
- Gordon Brown - voz (2010-2011)

## Discografía
- Dismorphophobia (recopilación de 1970-1974) - 1996
- Iron Claw (recopilación de 1970-1974) - 2009
- A Different Game - 2011